# Johann Franz von Riffel
Johann Franz von Riffel († 16. Juni 1813) (auch: Riefel) war ein deutscher Jurist, hoher Verwaltungsbeamter und Richter.

## Familie
Verheiratet war er mit Katharina von der Ecke († 1815 in Gießen).

Gemeinsamer Sohn war Franz Thaddäus Joseph Freiherr von Riefel (1786–1818), Assessor am Hofgericht Gießen.

## Beruf
Johann Franz von Riffel war Kanzler des Hochstifts Worms. 3. Juli 1790 (mit Diplom vom 11. September 1792) wurde er vom Kaiser in den Reichsfreiherrenstand erhoben.
Spätestens als 1803 die rechtsrheinischen Gebiete des Hochstifts Worms im Rahmen der Auflösung des Alten Reichs und der Säkularisation zum Teil an den Landgrafen von Hessen-Darmstadt gelangten, wechselte er in dessen Dienste. Riffel war in der Folge Mitglied der Regierung von Oberhessen. 1804 wurde hier auf mittlerer Ebene die Trennung der Rechtsprechung von der Verwaltung vollzogen, für die Rechtsprechung zweiter Instanz das Hofgericht Gießen geschaffen, dessen erster Direktor er wurde. Zugleich blieb er aber auch als Regierungsrat Mitglied der Verwaltungsspitze von Oberhessen, was die „Trennung der Rechtsprechung von der Verwaltung“ doch etwas relativiert. Riffel trug den Titel eines „Geheimen Rates“. Bis kurz vor seinem Tod übte er das Amt des Hofgerichtsdirektors aus.